# William Fritz
William Duncan Fritz, detto Bill (Ferry Bank, 14 agosto 1914 – London, 14 ottobre 1995), è stato un velocista canadese.

## Biografia
Partecipò ai Giochi olimpici di Berlino 1936 dove gareggiò sui 400 metri e nella staffetta 4×400 m, raggiungendo in entrambe le gare la finale. Nella gara individuale giunse quinto, mentre la staffetta sfiorò la medaglia di bronzo essendo arrivata quarta con lo stesso tempo della formazione tedesca, terza classificata.

## Palmarès
| Anno | Manifestazione                | Sede    | Evento                | Risultato | Prestazione | Note  |
| ---- | ----------------------------- | ------- | --------------------- | --------- | ----------- | ----- |
| 1934 | Giochi dell'Impero Britannico | Londra  | Staffetta 4×440 iarde | Argento   |             |       |
| 1936 | Giochi olimpici               | Berlino | 400 metri piani       | 5º        | 47"8        | [ 1 ] |
| 1936 | Giochi olimpici               | Berlino | Staffetta 4×400 metri | 4º        | 3'11"8      | [ 2 ] |
| 1938 | Giochi dell'Impero Britannico | Sydney  | 440 iarde             | Argento   |             |       |
| 1938 | Giochi dell'Impero Britannico | Sydney  | Staffetta 4×440 iarde | Oro       | 3'16"9      |       |